# Strawberry Swing
Strawberry Swing è un singolo del gruppo musicale britannico Coldplay, pubblicato l'11 settembre 2009 come quarto estratto dal quarto album in studio Viva la vida or Death and All His Friends.

## Descrizione
Il brano contiene influenze provenienti perlopiù dall'afropop, ed è priva di chitarre distorte ma presenta una linea di basso pesante e sintetizzatori psichedelici. Chris Martin ha spiegato come lo stile musicale del brano è entrato in esistenza: "Mia mamma viene dallo Zimbabwe, così ho passato un sacco di tempo in quel posto. In quei tempi, mentre mi capitava di lavorare in studio, sentivo spesso delle persone suonare queste melodie." La melodia principale del brano inoltre è ispirata da The Rock dei Delakota, di cui hanno campionato ed invertito il riff di chitarra.
In un'intervista presente sul sito ufficiale del gruppo, Martin affermò che Strawberry Swing si tratta probabilmente della miglior canzone composta per Viva la vida or Death and All His Friends.

## Video musicale
Il videoclip mostra Chris Martin vestito da supereroe intento a compiere delle azioni appoggiato sulla strada mentre la scenografia disegnata sull'asfalto cambia continuamente. Il video inizia con il cantante che si sveglia di mattina e scopre che una principessa è stata rapita da uno scoiattolo gigante. A quel punto si trasforma in un supereroe e inizia una serie di avventure che lo porteranno nella casa dello scoiattolo dove, grazie ad una bomba a forma di ghianda, sconfigge quest'ultimo riuscendo così a salvare la principessa. I due a questo punto volano via ed iniziano a baciarsi quando improvvisamente l'animazione si ferma e Martin si alza dal pavimento colorato e cammina via.

## Tracce
Download digitale
1. Strawberry Swing – 4:09

CD promozionale (Europa)
1. Strawberry Swing (Radio Edit) – 4:09
2. Strawberry Swing (Album Version) – 4:11
3. Strawberry Swing (Instrumental) – 4:11

## Formazione
Hanno partecipato alle registrazioni, secondo le note di copertina di Viva la vida or Death and All His Friends:
Gruppo
- Chris Martin – voce, pianoforte, chitarra acustica
- Jonny Buckland – chitarra elettrica, tastiera, cori
- Guy Berryman – basso, sintetizzatore, armonica a bocca, cori
- Will Champion – batteria, percussioni, cori

Altri musicisti
- Davide Rossi – strumenti ad arco
- Matt McGinn – musica aggiuntiva
- Crispin Robinson – musica aggiuntiva

Produzione
- Markus Dravs – produzione, missaggio
- Brian Eno – produzione, sonic landscapes
- Rik Simpson – produzione, missaggio
- Jon Hopkins – produzione aggiuntiva, colori
- Andy Rugg – ingegneria del suono, assistenza alla registrazione
- Dan Green – ingegneria del suono, assistenza alla registrazione
- Brian Thorn – ingegneria del suono, assistenza alla registrazione
- Olga Fitroy – ingegneria del suono, assistenza alla registrazione
- Francois Chevallier – ingegneria del suono, assistenza alla registrazione
- Jan Petrov – ingegneria del suono, assistenza alla registrazione
- Jason Lader – ingegneria del suono, assistenza alla registrazione
- Michael Trepagner – ingegneria del suono, assistenza alla registrazione
- Vanessa Parr – ingegneria del suono, assistenza alla registrazione
- Dom Monks – ingegneria del suono, assistenza alla registrazione
- Will Hensley – ingegneria del suono, assistenza alla registrazione
- Michael H. Brauer – missaggio
- Andy Wallace – missaggio
- John O' Mahoney – missaggio
- Bob Ludwig – mastering
- George Marino – assistenza al mastering

## Classifiche
| Classifica (2009) | Posizione |
| ----------------- | --------- |
| Paesi Bassi       | 5         |
| Regno Unito       | 158       |